# ورامینک
ورامینک، روستایی از توابع بخش مرکزی شهرستان شهریار در استان تهران ایران است.
این روستا شامل دو قلعه می باشد به نام های قلعه پایین و قلعه بالا .

## جمعیت
این روستا در دهستان سعیدآباد قرار دارد و براساس سرشماری مرکز آمار ایران در سال ۱۳۸۵، جمعیت آن ۲۳ نفر (۱۱خانوار) بوده‌است.